# Valaarhof
De Valaarhof of Berkenrijs is een voormalige lusthof in het Antwerpse district Wilrijk. Het laat-classicistische landhuis en de bijbehorende hoeve zijn in bezit van een school maar het park waarin de gebouwen liggen is openbaar.

## Geschiedenis
De eerste vermeldingen van de Valaarhof stammen uit het midden van de 17e eeuw: in 1652 werd in een schepenakte melding gemaakt van een stenen voorpoort. Ook is bekend dat het landgoed vanaf 1659 door het echtpaar della Faille-van de Werve werd beheerd voor hun zoon Melchior-Hyacinthus (1655-1741). Het wapenschild van de familie is nog zichtbaar boven de boogpoort aan de noordelijke zijde van het complex. 
Tot 1976 was de Valaarhof in bezit van de familie Van Mols, waardoor het gebouw in de volksmond ook wel "Hof van Mols" wordt genoemd. In 1976 kwam de Valaarhof in bezit van de gemeente. De tuinen werden als openbaar park toegankelijk gemaakt voor het publiek, terwijl de gebouwen vanaf 1993 in gebruik werden genomen door een afdeling van de Rudolf Steinerschool. Er werden grondige restauraties doorgevoerd, waaronder een vernieuwing van het houtwerk van deuren en ramen.

## Bron
- Vlaamse Inventaris Onroerend Erfgoed, zie http://inventaris.vioe.be/dibe/relict/11556